# KooVee
KooVee je profesionální finský hokejový tým. Byl založen v roce 1929. Hraje druhou nejvyšší finskou ligu Mestis.
Je partnerským klubem Ilves Tampere.

## Vítězství
- Finský pohár - 1968